# Sondre Liseth
Sondre Liseth (Bergen, 1997. szeptember 30. –) norvég labdarúgó, a Haugesund középpályása.

## Pályafutása
Liseth a norvégiai Bergen városában született. 
2015-ben mutatkozott be a Fana felnőtt csapatában. A 2018-as szezonban a Nest-Sotra csapatát erősített. 2017-ben az első osztályban szereplő Mjøndalenhez igazolt.
2021. március 22-én négyéves szerződést kötött a Haugesund együttesével. Először a 2021. május 16-ai, Sarpsborg 08 elleni mérkőzésen lépett pályára. Első gólját 2021. június 13-án, a Lillestrøm ellen 2–1-re elvesztett találkozón szerezte. A 2021-es szezonban 28 mérkőzésen öt gólt ért el.

## Statisztikák
2023. március 12. szerint
| Klub       | Szezon   | Osztály     | Bajnokság | Bajnokság | Kupa  | Kupa | Nemzetközi | Nemzetközi | Összesen | Összesen |
| Klub       | Szezon   | Osztály     | Meccs     | Gól       | Meccs | Gól  | Meccs      | Gól        | Meccs    | Gól      |
| ---------- | -------- | ----------- | --------- | --------- | ----- | ---- | ---------- | ---------- | -------- | -------- |
| Nest-Sotra | 2018     | OBOS-ligaen | 28        | 8         | 2     | 1    | —          | —          | 30       | 9        |
| Mjøndalen  | 2019     | Eliteserien | 24        | 3         | 5     | 1    | —          | —          | 29       | 4        |
| Mjøndalen  | 2020     | Eliteserien | 28        | 4         | —     | —    | —          | —          | 28       | 4        |
| Mjøndalen  | Összesen | Összesen    | 52        | 7         | 5     | 1    | 0          | 0          | 57       | 8        |
| Haugesund  | 2021     | Eliteserien | 28        | 5         | 1     | 0    | —          | —          | 29       | 5        |
| Haugesund  | 2023     | Eliteserien | 0         | 0         | 1     | 0    | —          | —          | 1        | 0        |
| Haugesund  | Összesen | Összesen    | 28        | 5         | 2     | 0    | 0          | 0          | 30       | 5        |
| Összesen   | Összesen | Összesen    | 108       | 20        | 9     | 2    | 0          | 0          | 117      | 22       |